# Julia Krajewski
Pour les articles homonymes, voir Krajewski.
Julia Krajewski est une cavalière allemande née le 22 octobre 1988. Elle a remporté avec Sandra Auffarth, Ingrid Klimke et Michael Jung la médaille d'argent du concours complet par équipes aux Jeux olympiques d'été de 2016 à Rio de Janeiro et est médaillée d'or en individuel au concours complet aux Jeux Olympiques de Tokyo 2020 le 3 août 2021, avec sa jument Amande de B'Neville.